# 魚肉練り製品

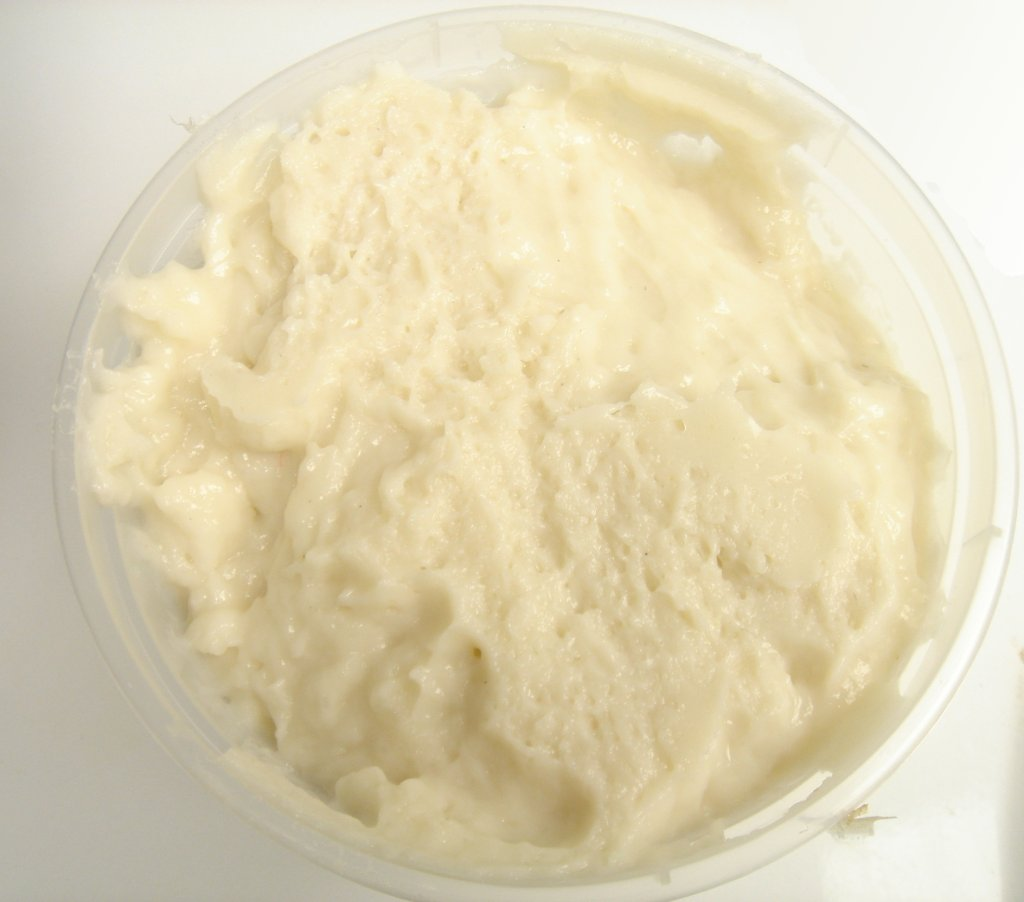
魚肉練り製品

魚肉練り製品（ぎょにくねりせいひん、英: surimi）は、魚のすり身を主原料とし、食塩を加えて練って成形した後、加熱によりゲル化させて製造した食品。練り物。特有のテクスチャ（歯応え、弾力性）が特徴である。
日本の蒲鉾（かまぼこ）や竹輪（ちくわ）、魚肉ソーセージなどが含まれる。

## 概要
東南アジア、中国の沿岸部などで古くから製造されてきたが、明確な歴史は不明。日本では1115年に宮中で出された蒲鉾が文献上最初のものとされているが、つみれ類はそれよりも前に存在していた可能性が高い。
現代においては、他の魚料理に比べて高齢者でも食べやすく、タンパク質を摂取してフレイルを防げる食品としても評価されている。
英語などで「Surimi」と呼ばれて、日本食ブーム、健康ブームの追い風により欧米での消費量が増えているが、この語は必ずしも水産加工品だけに限らずに、畜肉を加えたものなどにも用いられている。

## 原料

### 魚
食品工業原料としては、一般に白身魚を用いる。白身でもほとんどの淡水魚は固まりにくいため用いられない。
1960年代に冷凍すり身が発明された。一般的な製法は、スケトウダラの骨や皮を除去して磨砕し、冷凍変性防止剤として数%の糖類を添加した後に冷凍する。現在、コスト上の問題でほとんどの日本の魚肉練り製品メーカーは海外で生産される輸入冷凍すり身を使用している。現在、BSEの発生によりスケトウダラの需要が増えたことと、2006年より入った漁獲量の規制により、輸入冷凍すり身は高騰している。その為、安価な製品の中には、東南アジアの淡水魚なども使用されることがあるという。この他、材料としてタイ、サメ、ワラヅカ、シログチなどがある。
小規模の店舗、食堂などで製造する場合は、鮮魚やイカ、エビなどを用いて、作られる場合もある。
中国湖北省、福建省、広東省などの伝統食品にはケンヒーなどの淡水魚を用いるものも作られている。東南アジアでは、グルクマなどの赤身の魚を用いる製品も一般的である。

### 食塩
ハンバーグやソーセージと同様に、魚肉は食塩を加えてすり潰しこねることで塩溶性タンパク質が溶け出しアクトミオシンを形成する。このアクトミオシンの網目で魚肉練り製品はゲルとなり、魚肉練り製品特有の弾力、プリプリとした食感、歯応え（麺類で言われる「腰（こし）」とは言わず「足（あし）」と呼ぶ）が生み出される。

### でんぷん
味を好ましいものに調節するため、多くはでんぷんを加える。

### 糖類
これは必須ではないが、原料である冷凍すり身に添加されているため結果として含まれる。味の調整のために加えるほか、結着性や保水性を高めるために増粘多糖類を使用することもある。その他、黄金かまぼこの金色は、ソルビトールと筋肉タンパク質が糖-アミノ反応（メイラード反応）を起こすことで発色させる。

### 着色料
かまぼこの表面に赤い着色料（食紅）を溶いた液を塗ったり、すり身に赤、緑、茶、黄などの着色料を混ぜ込んで、意匠を表現することも一般的である。

### その他
蒲鉾には、チーズやハムなどと組み合わせたものがある。
薩摩揚げでは、各種野菜、ゴボウやショウガなどの根菜類、枝豆などの豆類、キクラゲなどのキノコ類と組み合わせて作る物がある。広東省仏山市順徳区のつみれには陳皮がよく加えられる。
フィッシュカツ、魚ロッケなどと呼ばれる製品には、パン粉がまぶされる。
テクスチャ改善を目的として炭酸カルシウムや貝殻焼成カルシウムが添加されることがある。

## 加工法
魚のすり身を加熱する方法として、「焼き」「蒸し」「茹で」「揚げ」が代表的である。
- 焼き：竹輪、笹かまぼこ、伊達巻
- 蒸し：蒲鉾（カニカマ、すじかまぼこ、簀巻き）、魚肉ソーセージ、半片（はんぺん）類の一部
- 茹で：浮きはんぺん、つみれ、鳴門巻き
- 揚げ：揚げかまぼこ（薩摩揚げ、テンプラ、つけあげ、えび天、じゃこ天、がんす）、フィッシュカツ（魚ロッケ）、バクダンおにぎり

### 加工の原理
魚肉練り製品が固まるのは、すり身の主成分である筋肉タンパク質アクトミオシン（→アクチン、ミオシン）が熱変性を起こし、ゲルによる三次元構造を形成するためである。

### リテーナー成形法
竹徳かまぼこ株式会社が開発した「リテーナ成形蒲鉾」の製造方法のことを言う。製造方法は板つけ蒲鉾を特殊フィルムで包装した後、かまぼこ型リテーナ（金型）に入れ加熱殺菌をするため、冷却に際して食中毒や腐敗をもたらす細菌汚染が少なく、保存性が高い商品である。リテーナ成形法は主に昭和30年代に同社が開発し、40年代に特許を取得した。その後、全蒲連（全国蒲鉾水産加工業協同組合連合会）にその特許を寄贈し全国の蒲鉾生産業者がリテーナ成形法を使用できるようにした。現在では保存料などを使用しなくてもよい製造法として、病院食、介護施設や学校での給食などに多く用いられている。